# 마르틴슈 루베니스
마르틴슈 루베니스(라트비아어: Mārtiņš Rubenis, 1978년 9월 26일 ~ )는 라트비아의 루지 선수, 지도자이다. 2006년 동계 올림픽에서 루지 동메달을 획득하여 라트비아 선수로는 최초로 동계 올림픽 메달을 획득했다.